# AIDS – Kampf ums Leben
AIDS – Kampf ums Leben (Originaltitel: How to Survive a Plague) ist ein Dokumentarfilm aus dem Jahr 2012 über die Anfangszeit des HI-Virus und die Lobby-Arbeit der Organisation Act Up.
Bei der Oscarverleihung 2013 war der Film in der Kategorie Bester Dokumentarfilm nominiert.

## Entstehung
AIDS – Kampf ums Leben ist das erste Filmprojekt des Regisseurs David France, der als Journalist jahrelang über AIDS berichtete. France widmete den Film seinem Partner, der 1992 an einer AIDS-bedingten Lungenentzündung gestorben war. Bei der Produktion wurde auf über 700 Stunden Filmmaterial zurückgegriffen, darunter Nachrichtenberichte, Interviews, Mitschnitte von Demonstrationen, Versammlungen und Konferenzen, die teilweise von Mitgliedern der Gruppe Act Up selbst aufgenommen wurden.
Der Film wurde am 21. September 2012 in einigen Kinos in den Vereinigten Staaten uraufgeführt und am 22. September auf dem Sundance Film Festival gezeigt.

## Inhalt
Der Dokumentarfilm berichtet über die Ausbreitung des HI-Virus seit dem Ende der 1980er Jahre in den Vereinigten Staaten. Im Zentrum stehen Aktivisten und Betroffene wie der Anleihehändler Peter Staley, dem im Alter von 26 Jahren die AIDS-Diagnose gestellt wird. Staley schließt sich daraufhin der AIDS-Aktivisten-Gruppe Act Up an, um gemeinsam gegen die Gleichgültigkeit der amerikanischen Regierung und der Pharmaindustrie zu protestieren. Der Film zeigt den Kampf um effektive Medikamente gegen HIV bis hin zu den ersten Therapie-Durchbrüchen Mitte der 1990er Jahre.
Neben den Aktivisten der Organisation Act Up werden auch AIDS-Forscher (z. B. Mathilde Krim), Autoren (z. B. Larry Kramer) und Politiker (z. B. Ed Koch) gezeigt. Darüber hinaus enthält der Film Archivaufnahmen von George H. W. Bush, Bill Clinton und Jesse Helms.

## Rezeption

### Kritiken
Der Filmkritiken-Aggregator Rotten Tomatoes zählt 70 Kritiken, von denen 99 % (69 Rezensionen) den Film positiv bewerteten. Der Konsens der Kritiken lautet: „Wütend, beeindruckend und mitreißend, How to Survive a Plague ist ein brillant konstruierter Dokumentarfilm über die Aktivisten, die auf Maßnahmen zur Bekämpfung der AIDS-Epidemie drängten.“ Metacritic vergab 86 von 100 Punkten basierend auf 23 Rezensionen.

„Wie dieser mitreißende, akribische Dokumentarfilm zeigt, vereinten die Act-Up-Mitglieder den Eifer von Revolutionären, die Hartnäckigkeit von Strafverteidigern, und die Wut der Enteigneten, um die Epidemie von Grund auf zu verändern.“

„Wir gewöhnen uns an die Namen und Gesichter von vielen der Anführer der Bewegung. Einige schauen direkt in die Kamera und sagen, sie erwarten, an der Krankheit sterben. Manche liegen richtig.“

„Ein außergewöhnliches Porträt einer Gemeinschaft in der Krise und der fokussierten Wut ihrer Antwort.“

„Dies ist ein leidenschaftlicher Bericht über den hart umkämpften Durchbruch dabei, HIV kontrollierbar zu machen.“

„David France greift auf faszinierendes Archivmaterial aus den Kreisen der Aktivisten zurück und zeigt auf, wie man mit Hartnäckigkeit und Solidarität die Welt verändern kann.“

### Auszeichnungen
Gewonnen
- Boston Society of Film Critics Award – bester Dokumentarfilm und bester neuer Filmemacher
- Central Ohio Film Critics Association – bester Dokumentarfilm
- Chlotrudis Award – bester Dokumentarfilm
- GLAAD Media Award – bester Dokumentarfilm
- Gotham Award – Regie Kirby Dick und Produzent Howard Gertler
- New York Film Critics Circle Award – bestes Erstlingswerk
- Provincetown International Film Festival – Publikumspreis für David France

Nominiert
- Oscar 2013 – bester Dokumentarfilm
- Directors Guild of America Award – herausragende Regiearbeit von David France
- Independent Spirit Awards 2013 – bester Dokumentarfilm
- Sundance Film Festival – Sundance Film Festival/Großer Preis der Jury – Bester Dokumentarfilm
- Vancouver Film Critics Circle – bester Dokumentarfilm